# Ciocia Czesia
Ciocia Czesia je česko-polská iniciativa, která pomáhá polským ženám na českých klinikách podstoupit interrupci.

## Aktivity
Ciocia Czesia funguje na dobrovolnické bázi. Zajišťuje poradenství, psychologické konzultace a finanční pomoc ve formě proplacení faktury od české nemocnice, interrupce však přímo nezprostředkovává. Finance získává sbírkami a crowdfundingovými kampaněmi.

## Historie
Ciocia Czesia vznikla na podzim roku 2020 v reakci na zpřísnění polského zákona, nově zakazujícího interrupci i v případech trvalého zdravotního postižení nebo nevyléčitelné a život ohrožující nemoci plodu. V roce 2020 byla iniciativa Ciocia Czesia nevládní organizací Balkan Investigative Reporting Network zařazena na seznam osobností roku 2020 ze střední a východní Evropy a ze zemí Balkánu a v roce 2021 byla kolektivem SdruŽeny oceněna Cenou Františky Plamínkové.